# دار أخبار اليوم
دار أخبار اليوم من أكبر المؤسسات الصحفية في مصر والوطن العربي والشرق الأوسط وأشهرها. أسسها مصطفى أمين وعلي أمين عام 1944. ومقرها الرئيسي بشارع الصحافة بالقاهرة، تديرها الهيئة الوطنية للصحافة، ويتبعها عدة وكالات ومراكز وشركات وهي:
- وكالة الأخبار للاعلان
- وكالة الأخبار للتوزيع
- مطابع أخبار اليوم
- مركز أخبار اليوم للتدريب
- شركة أخبار اليوم للاستثمار
- دار مايو للصحافة والنشر
- أكاديمية أخبار اليوم
- مدارس أخبار اليوم

## إصدارات المؤسسة
- جريدة الأخبار المصرية
- جريدة أخبار اليوم
- مجلة آخر ساعة
- جريدة أخبار الرياضة
- مجلة أخبار النجوم
- جريدة أخبار الأدب
- كتاب اليوم
- جريدة أخبار الحوادث
- جريدة أخبار السيارات
- مجلة الأطفال بلبل
- اللواء الإسلامي
- فارس
- المسائية

## رؤساء مجلس الإدارة
- ياسر رزق (2014 - 2020)
- أحمد جلال منتصر (2020 - مارس 2024)[3]
- أسامة عفيفي (أبريل 2024 - حتى الآن)[4]

## روابط خارجية
- بوابة أخبار اليوم